# Kai Harada
Kai Harada (原田 海, Harada Kai), né le 10 mars 1999, est un grimpeur japonais spécialiste du bloc.

## Palmarès

### Championnats du monde
- 2018 à Innsbruck, Autriche
  -  Médaille d'or en bloc

### Jeux mondiaux de plage
- 2019 à Doha, Qatar
  -  Médaille d'or